# Епл Канјон Лејк (Илиноис)
Епл Канјон Лејк (енгл. Apple Canyon Lake) насељено је место без административног статуса у америчкој савезној држави Илиноис.

## Демографија
По попису из 2010. године број становника је 558.
| Група             | 2000.    | 2010.       |
| Белци             | 0 (0,0%) | 547 (98,0%) |
| Афроамериканци    | 0 (0,0%) | 2 (0,4%)    |
| Азијати           | 0 (0,0%) | 2 (0,4%)    |
| Хиспаноамериканци | 0 (0,0%) | 6 (1,1%)    |
| Укупно            | 0        | 558         |